# Bagbahara
Bagbahara é uma cidade e uma nagar panchayat no distrito de Mahasamund, no estado indiano de Chhattisgarh.

## Demografia
Segundo o censo de 2001, Bagbahara tinha uma população de 16 746 habitantes. Os indivíduos do sexo masculino constituem 50% da população e os do sexo feminino 50%. Bagbahara tem uma taxa de literacia de 59%, inferior à média nacional de 59,5%; com 59% para o sexo masculino e 41% para o sexo feminino. 15% da população está abaixo dos 6 anos de idade.